# 藤田香織 (タレント)
藤田 香織（ふじた かおり、1977年11月20日 - ）は、大阪府出身の元タレント、元女優、ダンサー。エイムプロモーション所属。

## 来歴・人物
子役時代から多くのドラマに出演。現在は俳優をやめ、Kaoriの名でダンサーとして活動中。

## 主な出演作

### テレビドラマ
- 新・部長刑事 アーバンポリス24（朝日放送）
- 阪急ドラマシリーズ（関西テレビ）
  - わんぱく天使
  - 料理少年Kタロー - 鎌倉尚子役
  - べにすずめたちの週末 第4話「コテコテが好きっ!」、第10話「卒業旅行で何シタイ?」 - 式根島彩絵役
  - ふぞろいのイレブン - 15円役
  - 学校の怪談 第4回「音楽室の少女」 - 音楽室の少女役
- 愛の劇場（TBS）
  - ママに宿題
  - とっても母娘
- はぐれ刑事純情派（テレビ朝日）
  - 第8シリーズ 第3話「通販を買う女 父に愛人が!」
  - 第9シリーズ 第22話「痴漢を殺害!? 三角関係の母娘」
  - 第10シリーズ 第3話「盗撮!? 見られ続けていた女」
- 重甲ビーファイター 第28話「真夏の純情幽霊」（テレビ朝日） - 香役
- 土曜ワイド劇場（テレビ朝日）
  - 新・女弁護士 朝吹里矢子 第3作「逆転の法廷!」（1996年） - 川田ミチ 役[1]

### バラエティ
- とんねるずのみなさんのおかげです（フジテレビ）
- さんまnoひろバァー（フジテレビ）
- うおんてっど!（朝日放送）
- 超次元タイムボンバー（テレビ朝日） - アシスタント
- 遊ワク☆遊ビバ!（日本テレビ）
- キャイ〜ン式（TBS）

### CM
- アニメイト
- 大阪ガス
- NEC
- イエローハット
- ハウス好きやねん
- 大塚食品　味わいカレー
- カルビーポテトチップス
- カネボウ　洗顔物語
- Takara　すりおろしりんご